# Owen McKibbin
Owen McKibbin (Santa Monica, 23 aprile 1963) è un supermodello e attore statunitense, ha lavorato per case di moda come Ralph Lauren, Guess?, 2(x)ist, Gillette, Iceberg, Pepsi, Calvin Klein e Hugo Boss, e apparso su riviste e cataloghi come GQ, Vogue, Esquire, Marie Claire, W, International Male e Men's Health in cui è apparso in copertina sedici volte nelle versioni di molti paesi.
Nel 1996 ha debuttato come attore nella serie televisiva Suddenly Susan, nel 1998 ha recitato nel telefilm Pacific Blue nel ruolo di Doug Fraser. Nel 2001 ha recitato nella serie Beautiful e nel 2005 nel film One More Round. Prima di iniziare la carriera da modello McKibbin era un giocatore professionista di beach volley attivo dal 1988 al 1994 e un personal trainer.